# کیسی دومون
کیسی دومون (انگلیسی: Casey Dumont؛ زادهٔ ۲۵ ژانویهٔ ۱۹۹۲) بازیکن فوتبال اهل استرالیا است.
از باشگاه‌هایی که در آن بازی کرده‌است می‌توان به بریزبن رور اشاره کرد.
وی همچنین در تیم‌های ملی فوتبال Australia women's national under-17 soccer team, Australia women's national under-20 soccer team، و زنان استرالیا بازی کرده‌است.